# Mar de Botnia
El mar de Botnia (en finés: Selkämeri, en sueco: Bottenhavet) es un mar marginal o bahía interior del mar Báltico, la parte más meridional del amplio golfo de Botnia, localizado entre la costa oriental de Suecia y la costa occidental de Finlandia. Se sitúa en el interior del golfo de Botnia, al norte del mar de Åland y al sur del estrecho de Kvarken, que lo conecta con la bahía de Botnia, la parte más septentrional del golfo.

## Geografía

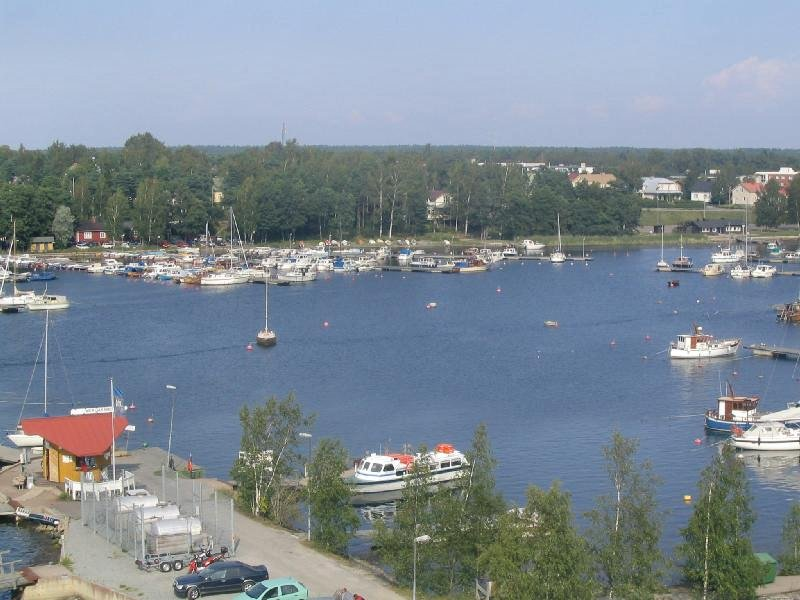
El puerto de Rauma (Finlandia).

El mar de Botnia no tiene unos límites muy precisos: se suele considerar que el límite sur es una línea siguiendo el paralelo que va desde de la punta occidental de la bahía de Gävle, en la costa sueca, hasta la isla de kaurissalo, en la costa finlandesa, dejando todo el archipiélagoa de las Aland fuera del mar de Botnia; el límite septentrional sería una línea entre la punta próxima a Nordmaling, en Suecia, hasta la punta cercana a Korasnäs, en Finlandia.

### Localidades a orillas del golfo
Algunas de las localidades más importantes en la bahía son:
- Suecia: Gävle (92.081 hab.), Söderhamn, Sundsvall (49.339 hab.), Härnösand y Örnsköldsvik  (28.617 hab. en 2005);

- En Finlandia: Pori (76.434  hab. en 2009) y Rauma (39.700 hab.).

## Ríos tributarios del golfo

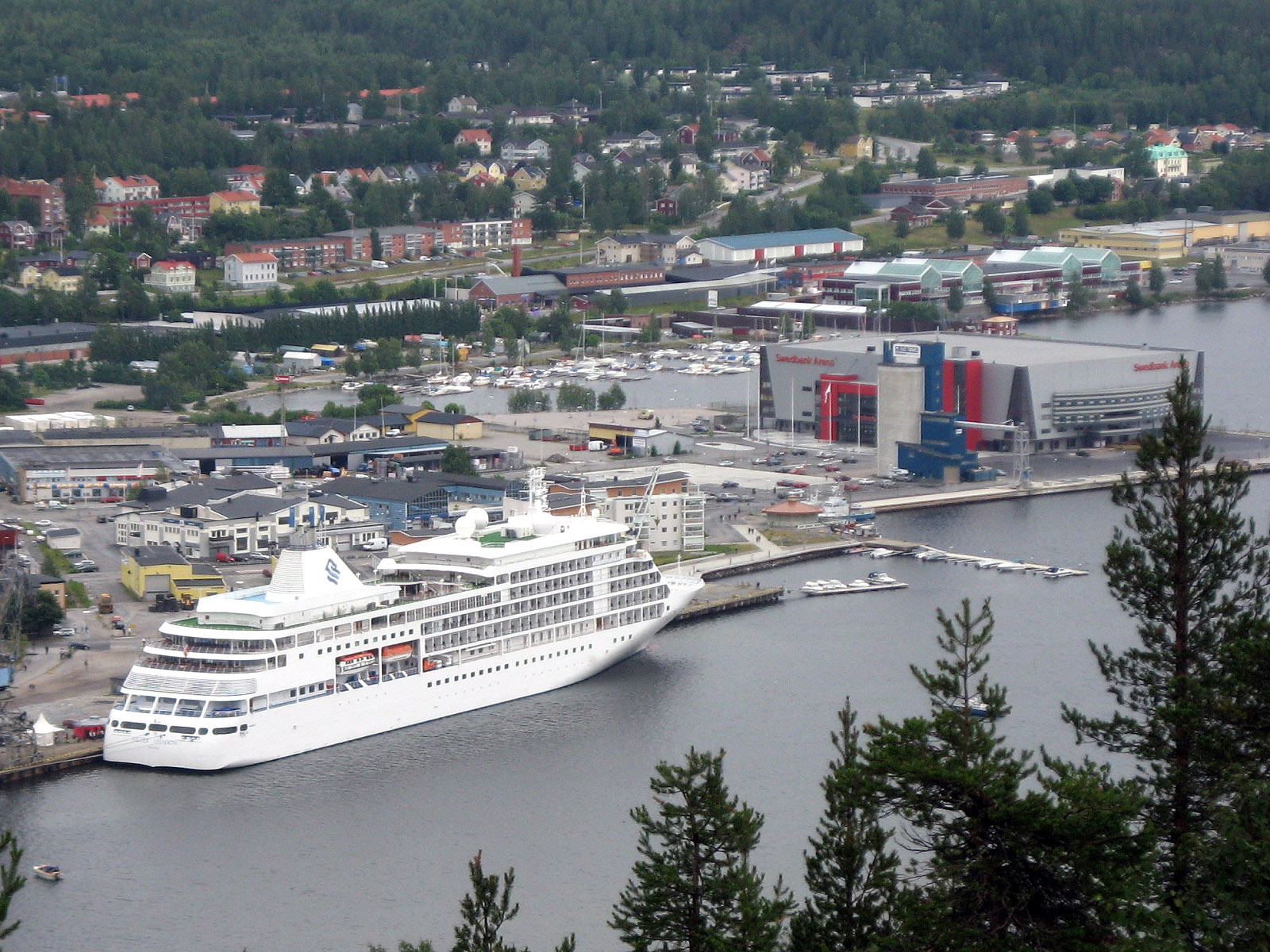
El Silver Shadow en Örnsköldsvik.

La bahía de Botnia drena la parte centrooriental de Suecia y parte de la Finlandia occidental. Los principales ríos son, yendo de oeste a este, esto es, desde el extremo suroccidental, en Suecia, en sentido antihorario, los siguientes:  
- en Suecia:

- río Dal  (Dalälven), en la costa de la provincia de Upsala, con una longitud de 541,7 km;
- río Voxhal (Voxhalälven), en la provincia de Gävleborg;
- río Ljusnan (Ljusnanälven), en Gävleborg, con una longitud de 443,3 km;
- río Svågan, en Gävleborg, con una longitud de 80 km;
- río Ljungan (Ljunganälven), en Gävleborg, con una longitud de 399,3 km;
- río Indals (Indalsälven), en la provincia de Västernorrland, con una longitud de 430 km;
- río Fax (Faxälven), en Västernorrland, con una longitud de 340 km;
- río Ångerman (Ångermanälven), en Västernorrland, con una longitud de 463 km;
- río Gide (Gideälven), en Västernorrland, con una longitud de 225 km;
- río Logde (Logdeälven), en Västernorrland, con una longitud de 200 km;

- en Finlandia:

- río Kokemaënjoki;